# 萨鲍迪亚
萨鲍迪亚是巴西巴拉那州的一个市镇。总面积190.324平方公里，总人口5625人，人口密度29.6人/平方公里。